# 山永武雄
山永 武雄（やまなが たけお、1903年7月25日 - 1965年9月5日）は、日本基督教団の牧師。
フェリス女学院院長。東京神学大学などで教鞭をとる。

## 概要
日本基督教団の外にあって改革派教会を名乗る教会は、分派的少数派であると主張して日本キリスト改革派教会の離脱を非難した。
日本キリスト教協議会（NCC）の『キリスト教大事典』（1963年）の「異端」等を執筆。異端の項目ではローマ教会が教皇制度によって一分派となり、彼らがプロテスタントを異端視することによって、ローマ教会が異端的になってしまったのであり、他を異端視することこそ異端的な精神であるとしている。

## 訳書
- 『キリスト信仰の真理性:附・基督教的神信仰の特質』シュタンゲ著 長崎書店　1937年